# 한이저우
한이저우(중국어: 韩一洲, 병음: Han Yizhou, 한자음: 한일주, 1997년 2월 7일 ~ )는 중화인민공화국의 바둑 기사이다. 베이징시 출신으로 중국기원 소속의 8단이다.

## 경력
베이징시에서 태어났다. 2010년 프로바둑에 입단했다. 2011년 중국 바둑주니어대표 선발전에서 2위를 차지했고, 2012년부터 중국 갑조리그에 시틱베이징팀으로 참가했다. 당시 한이저우는 청화부속중학교 학생이었다. 2014년 제18회 LG배 세계기왕전에 참가하여 본선 32강에 진출했다. 2017년 전국바둑개인전 남자조에서 우승을 차지했다. 2019년 3월, 8단으로 승단했다.